# Olinda, Victoria
Olinda är en del av en befolkad plats i Australien. Den ligger i kommunen Yarra Ranges och delstaten Victoria, omkring 36 kilometer öster om delstatshuvudstaden Melbourne. Antalet invånare är 1 568.
Runt Olinda är det ganska tätbefolkat, med 222 invånare per kvadratkilometer.. Närmaste större samhälle är Rowville, omkring 15 kilometer sydväst om Olinda.
I omgivningarna runt Olinda växer i huvudsak städsegrön lövskog. Genomsnittlig årsnederbörd är 1 244 millimeter. Den regnigaste månaden är juli, med i genomsnitt 140 mm nederbörd, och den torraste är januari, med 49 mm nederbörd.